# Ecphylopsis costaricensis
Ecphylopsis costaricensis är en stekelart som beskrevs av Marsh 2002. Ecphylopsis costaricensis ingår i släktet Ecphylopsis och familjen bracksteklar. Inga underarter finns listade i Catalogue of Life.